# Bathyphantes minor
Bathyphantes minor là một loài nhện trong họ Linyphiidae.
Loài này thuộc chi Bathyphantes. Bathyphantes minor được Alfred Frank Millidge & Anthony Russell-Smith miêu tả năm 1992.